# Tony Awards 1950
Die Verleihung der 4. Tony Awards 1950 (4th Tony Awards) fand am 9. April 1950 im Großen Ballsaal des Hotels Waldorf Astoria in New York City statt und wurde live von den Radiosendern WOR (AM) und Mutual Broadcasting System übertragen. Moderator war James Sauter. Ausgezeichnet wurden Theaterstücke und Musicals der Saison 1949/50, die am Broadway ihre Erstaufführung hatten.

## Hintergrund
Die Antoinette Perry Awards for Excellence in Theatre, oder besser bekannt als Tony Awards, werden seit 1947 jährlich in zahlreichen Kategorien für herausragende Leistungen bei Broadway-Produktionen und -Aufführungen der letzten Theatersaison vergeben. Zusätzlich werden verschiedene Sonderpreise, z. B. der Regional Theatre Tony Award, verliehen. Benannt ist die Auszeichnung nach Antoinette Perry. Sie war 1940 Mitbegründerin des wiederbelebten und überarbeiteten American Theatre Wing (ATW). Die Preise wurden nach ihrem Tod im Jahr 1946 vom ATW zu ihrem Gedenken gestiftet und werden bei einer jährlichen Zeremonie in New York City überreicht.

## Gewinner

### Künstlerische Produktion
| Kategorie                       | Preisträger                                                                                             | Theaterstück bzw. Musical | Nominierungen |
| Bestes Theaterstück             | T. S. Eliot                                                                                             | The Cocktail Party        |               |
| Bestes Musical                  | Richard Rodgers (Musik), Oscar Hammerstein II (Liedtexte), Oscar Hammerstein II und Joshua Logan (Buch) | South Pacific             |               |
| Bester Produzent (Theaterstück) | Gilbert Miller                                                                                          | The Cocktail Party        |               |
| Bester Produzent (Musical)      | Leland Hayward, Oscar Hammerstein II, Joshua Logan und Richard Rodgers.                                 | South Pacific             |               |

### Künstlerische Leistung
| Kategorie                                | Preisträger     | Theaterstück bzw. Musical | Nominierungen |
| Bester Hauptdarsteller Theaterstück      | Sidney Blackmer | Come Back, Little Sheba   |               |
| Beste Hauptdarstellerin Theaterstück     | Shirley Booth   | Come Back, Little Sheba   |               |
| Bester Hauptdarsteller Musical           | Ezio Pinza      | South Pacific             |               |
| Beste Hauptdarstellerin Musical          | Mary Martin     | South Pacific             |               |
| Bester Nebendarsteller in einem Musical  | Myron McCormick | South Pacific             |               |
| Beste Nebendarstellerin in einem Musical | Juanita Hall    | South Pacific             |               |

### Künstlerische Gestaltung
| Kategorie                         | Preisträger                           | Theaterstück bzw. Musical | Nominierungen |
| Bestes Bühnenbild                 | Jo Mielziner                          | The Innocents             |               |
| Beste Bühnentechnik               | Joe Lynn                              | Miss Liberty              |               |
| Beste Choreographie               | Helen Tamiris                         | Touch and Go              |               |
| Bestes Musicallibretto            | Oscar Hammerstein II und Joshua Logan | South Pacific             |               |
| Bester Dirigent und Musikdirektor | Maurice Abravanel                     | Regina                    |               |
| Beste Kostüme                     | Aline Bernstein                       | Regina                    |               |
| Beste Originalmusik               | Richard Rodgers                       | South Pacific             |               |
| Beste Regie                       | Joshua Logan                          | South Pacific             |               |

### Sonderpreise
| Kategorie          | Preisträger      | Grund der Preisverleihung                                                                                                  |
| Special Tony Award | Maurice Evans    | Für die Arbeit, die er bei der Leitung der City Center Theatre Company in einer äußerst erfolgreichen Saison geleistet hat |
| Special Tony Award | Philip Faversham | Für seine ehrenamtlicher Mitarbeit im Krankenhausprogramm des American Theatre Wing                                        |
| Special Tony Award | Brock Pemberton  | Als Gründer und erster Vorsitzender der Tony Awards (posthum)                                                              |

## Statistiken

### Mehrfache Gewinner
- 9 Gewinne: South Pacific
- 2 Gewinne: Come Back, Little Sheba und Regina